# 의신중학교 (전남)
의신중학교(義新中學校)는 대한민국 전라남도 진도군 의신면 돈지리에 있는 사립 중학교이다.

## 학교 연혁
- 1965년 2월 20일 : 학교 법인 의신 학원 설립인가
- 1965년 3월 17일 : 의신중학원 개원 및 입학식 (초대 박동환 원장 취임)
- 1966년 6월 19일 : 의신중학원 제2대 박진호 원장 취임
- 1967년 2월 8일 : 의신중학교 설립인가(6학급), 초대 교장 박진호 선생 취임
- 1967년 3월 8일 : 개교식 및 입학식
- 2017년 3월 1일 : 이사장 박진호 선생 취임
- 2025년 1월 10일 : 제56회 졸업식 졸업생 10명(연 총수 6,778명)
- 2025년 3월 1일 : 제3대 교장 조병록 선생 취임
- 2025년 3월 4일 : 2025학년도 신입생 7명 입학

## 참고 자료
- 의신중학교 - 한국교육학술정보원 학교알리미